# S股
S股（英語：S Chip），是一個股市術語，又稱龙筹股、新加坡龙筹股，但不是所有龙筹股都是S股。廣義的S股，是指那些主要生产或者经营的核心业务在中国大陆、而企业的注册地在中國大陸、新加坡（英語：Singapore）或者其他国家和地区，但是在新加坡交易所上市挂牌的企业股票。

## 名称与定义
龍籌股一詞，大約於2003年開始出現；2000年代，報章亦開始推出與龍籌股有關的專題報導，例如《联合早报》在2004年年底推出《龙筹股投资指南》创刊号。龍籌股原本指新加坡交易所上市挂牌的中国企业。但因為中国企业亦開始在馬來西亞的證券交易所上市，故此「龍籌股」一詞亦延伸至這些股票。
亦有學者使用「龍籌股」作為 的譯名，但其實中國概念股是一個更籠統的概念，龍籌股只是中國概念股的一種。而原文該學者是介紹「新加坡龍籌股」，但用了英語China-concept stocks一詞。
狹義的S股、新加坡「純龙筹股」，不同機構有完全不同的定義：例如《联合早报》指S股是新加坡龙筹股的一種，並限指中國大陸公司在新加坡交易的境外上市外资股；相反，富時集團富時中國S股全指指數指的，是指在新交所上市，收入或資產與中國有關，但不在中國大陸註冊的公司；MSCI的MSCI Overseas China Index則排除借殼上市的星洲上市中國企業；《華爾街日報》則使用較廣泛的S Chip定義，並引用選股條件較寬鬆的富时海峡时报中国指数。
廣義的S股曾經與龙筹股的定義非常接近，但自從馬來西亞媒體亦開始使用「龙筹股」來指馬來西亞上市的中國企業，S股與龙筹股未必指同一個概念。
在2006至2011年左右，S股亦可以指未完成股权分置改革的中國上市公司股票。

## 歷史
新加坡交易所曾經是香港聯合交易所、美國幾個證券交易所以外，一個中國企業熱門海外上市地點。根據《凤凰网》引用「投资与理财」，第一隻S股是中新药业，於1997年上市。但根據《联合早报》，早在1979年上市，現稱為中远海运国际（新加坡），是最悠久的新加坡龙筹股，在1993年被中遠集團收購借殼上市，正式與中國企業沾上關係。不同的是，中新药业在中國大陸註冊，中远海运国际（新加坡）在新加坡註冊。中新药业是第一隻直接在新交所發行境外上市外资股的中國企業。
但在2008年（2007年–2008年環球金融危機期間）富时海峡时报中国指数創下70%的跌幅，與此同時香港交易所與中國有關的股價指數只錄得47%的跌幅。根據《華爾街日報》的報導，S股當時更出現公司治理危機、會計醜聞、成交疏落、沒有S股新股等等。
在2010年，約有153家中国企业在新交所上市，但約在2010年開始，多間中国企业被私有化，從新交所除牌。在2017年，中国企业在新交所跌至只有105家。
在2017年年度，沒有任何一間中國公司選擇新交所上市。

## 股價指數
S股的股價指數有富時集團的富時中國S股全指指數等等。雖然，富時中國S股全指指數排除了在中國大陸註冊，但在新交所上市的公司，並只有7隻成份股（截至2018年6月29日）；成為富時中國S股全指指數成份股，更需要由中國國民或中國公司控制，並需要55%收入或總資產源於（位於）中華人民共和國。雖然，富時中國S股全指指數成份股只在收入及總資產下降至45%源於（位於）中華人民共和國才會被富時集團踢除。富時集團對S股的狹義定義，類近於香港上市的紅籌股（全部都是中國國企），與使用「紅籌模式」於香港上市的民企股（P股）相加，但富時集團並沒有與H股（一種境外上市外资股）相對應的指數及概念。
另一個追蹤新交所上市中國公司的富時指數，富时海峡时报中国指数，截至2018年6月29日，亦只有20隻成份股；與富時中國S股全指不同，富时海峡时报整体指数（英語：FTSE ST All-Share Index）的成份股當中，如果銷售收入或總經營性資產有50%以上是源於（位於）中國大陸，便可以成為富时海峡时报中国指数的候選股，不需要在股東層面與中國有關，或公司註冊地限於中國大陸以外。例如富时海峡时报中国指数成份股香港置地便是由香港改到星洲上市的英資公司怡和控股所控制，入選原因只因置地公佈公司大部份收入與資產源於（位於）大中華地區（包括中國香港、重慶及其他中國城市）；另一成份股中新药业則在中國大陸註冊等等；兩者都不是富時中國S股全指指數成份股。富时海峡时报中国指数是屬於富時海峽時報指數系列（英語：FTSE ST Index Series）。截至2018年，富時中國S股全指指數成份股都是富时海峡时报中国指数成份股。但同樣地，兩個指數成份股最大的兩隻，已佔指數成份股總市值超過6成半。
富時集團亦曾推出富时海峡时报中国Top指数（英語：FTSE ST China Top Index），在富时海峡时报中国指数之中再選出20隻成份股，但富时海峡时报中国指数曾跌至只有17隻成份股（2017年3月至6月），相比富时海峡时报中国指数推出當初擁有50隻成份股，只有約20隻富时海峡时报中国指数成份股下，便無需再編制富时海峡时报中国Top指数，代表約20隻候選股當中最具代表性的20隻。富时海峡时报中国Top指数約於2017年3月停止編制。
另一間指數服務公司，MSCI，亦將S股納入其指數系列。雖然S股只佔成份股（含N股、中國公司美国存托股、S股共20隻成份股）總市值的0.36% （截至2018年）；而S股更只佔（含H股、N股、中國公司美国存托股、S股、中國B股、紅籌股或「紅籌模式」香港上市中國民企股（P股）共449隻成份股）成份股總市值的0.09%（截至2018年）；在32隻成份股之中，S股則佔成份股總市值的13.66%（截至2018年），當中仁恒置地集团佔總市值的5.68%。
2014年，MSCI更建議設立新，不再將S股納入成份股，改為納入L股。新加坡註冊的中國S股公司將只由所代表。有關改動並未實行。
截至2012年，扬子江船业（控股）是成份股之一。

## 列表
最後更新：2018年6月
| 中文名稱               | 英文名稱 | 股票代碼           | 註冊地   | 富時中國S股全指成份股 | 富时ST中国指数成份股               | 其他上市地                      | 註腳                                                                               |
| ---------------------- | -------- | ------------------ | -------- | --------------------- | ---------------------------------- | ------------------------------- | ---------------------------------------------------------------------------------- |
| 香港置地               |          | SGX：H78           |          | 否                    | 是（權重43.05%）                   | - 英屬香港（已除牌） - 英國倫敦 | - 主要股東：怡和控股； - 主要營業地：香港                                          |
| 丰益国际               |          | SGX：F34           | 新加坡   | 否                    | 是（權重22.49%）                   | 美國 （OTC）                    | 主要股東：阿奇尔丹尼斯米德兰                                                       |
| 和記港口信託           |          | SGX：NS8U          |          | 否                    | 是（權重07.29%）                   | 英國倫敦                        | - 主要股東：和記黃埔港口 - 類型：商業信託基金                                      |
| 扬子江船业（控股）     |          | SGX：BS6           | 新加坡   | 是（權重45.41%）      | 是（權重07.28%）                   | - 中華民國臺北 - （存託憑證）   |                                                                                    |
| 仁恒置地集团           |          | SGX：Z25           | 新加坡   | 是（權重24.52%）      | 是（權重03.93%）                   | 美國 （OTC）                    |                                                                                    |
| 凯德商用中国信托       |          | SGX：AU8U          |          | 否                    | 是（權重03.32%）                   |                                 | 類型：商業信託基金                                                                 |
| 中国航油（新加坡）     |          | SGX：G92           | 新加坡   | 否                    | 是（權重01.40%）                   | 沒有                            | - 主要股東：中国航空油料集团、 - 英國石油                                          |
| 砂之船                 |          | SGX：CRPU          |          | 否                    | - 是（權重01.39%）； - 自2018年6月 |                                 | 類型：商業信託基金                                                                 |
| 中远海运国际（新加坡） |          | SGX：F83           | 新加坡   | 是（權重08.59%）      | 是（權重01.38%）                   | 沒有                            |                                                                                    |
| 上海实业环境控股       |          | SGX：BHK           | 新加坡   | 是（權重08.50%）      | 是（權重01.36%）                   | 中國香港                        | 主要股東：上海實業控股                                                             |
| 麥達斯控股             |          | SGX：5EN           | 新加坡   | 是（權重05.84%）      | 是（截至2017年）                   | - 香港 - （已申請除牌）         | 主要股東：陳維平、周華光                                                           |
| 光大水務               |          | SGX：U9E           | 百慕大   | 是（權重04.71%）      | 是（截至2017年）                   | 沒有                            | 主要股東：光大國際                                                                 |
| 英利国际置业           |          | SGX：5DM           | 新加坡   | 是（權重02.44%）      | 是（截至2017年）                   | 沒有                            |                                                                                    |
| 美羅控股               |          | SGX：M01           |          | 否                    | 是（截至2017年）                   |                                 | 擁有美罗百货                                                                       |
| 振鵬達中華食品工業集團 |          | SGX：T4B           |          | 否                    | 是（截至2017年）                   |                                 |                                                                                    |
| 赫比国际               |          | SGX：H17           |          | 否                    | 是（自2017年9月）                  |                                 |                                                                                    |
| 鸿通电子控股           |          | SGX：BN2           |          | 否                    | 是（自2017年9月）                  |                                 |                                                                                    |
| 天然煤礦集團           |          | SGX：RE4           |          | 否                    | 是（自2017年9月）                  |                                 |                                                                                    |
| 达仁堂                 |          | SGX：T14           | 中國大陸 | 否                    | 是（自2018年3月）                  | 上海                            | 主要股東：天津医药集团                                                             |
| 尚舜化工               |          | SGX：CH8           |          | 否                    | 是（自2018年3月）                  |                                 |                                                                                    |
| 中聖集團               |          | SGX：5GD           |          | 否                    | 否（於2018年3月踢除）              |                                 |                                                                                    |
| 中闽百汇               |          | SGX：5SR           |          | 否                    | 否（於2018年3月踢除）              |                                 |                                                                                    |
| 中信環境技術           | - 舊名： | SGX：CEE           |          | 否                    | 否（於2015年4月踢除）              |                                 |                                                                                    |
| 普洛斯                 |          | SGX：MC0（已除牌） |          | 不適用                | 不適用（於2017年12月踢除）         |                                 |                                                                                    |
| 迅通集團               |          | SGX：C14（已除牌） |          | 不適用                | - 不適用（於2017年10月踢除）       |                                 | - 主要股東：CWT International - （CWT International前稱首長科技、 - 海航實業股份） |
| 招商局亞太             |          | SGX：C22（已除牌） |          | 不適用                | 不適用（於2016年6月踢除）          |                                 |                                                                                    |
| 招商地產               |          | SGX：C03（已除牌） | 中國大陸 | 不適用                | 不適用                             | 中國深圳                        | - 前稱蛇口招商港务、 - 招商局蛇口控股                                              |
| 西伯尔科技             |          | SGX：D3W（已除牌） | 新加坡   | 不適用                | 不適用                             | 沒有                            | 主要股東：贾跃亭                                                                   |
| 總計                   |          |                    |          | 7隻                   | 20隻                               |                                 |                                                                                    |

## 註腳
1. ↑  《華爾街日報》原文：
2. ↑  ST是《海峡时报》簡稱
3. ↑  原文：
4. ↑  原文：
5. ↑  又譯為「富时海峡时报指数家族」[19]；富时集團官方使用富時海峽時報指數系列為譯名[17]
6. ↑  又譯「富时海峡时报中国顶尖指数」[23]
7. ↑  不是苏州美罗百货（英語：Metro (department store)）